# 올적분
대수적 위상수학에서, 올적분(-積分, 영어: fiber integration, integration along fibers)은 미분 형식 및 드람 코호몰로지에 대하여 정의되는, 올다발의 전체 공간 위의 미분 형식 또는 코호몰로지류를 그 밑공간 위의 미분 형식 또는 코호몰로지류에 대응시키는 사상이다.

## 정의
다음이 주어졌다고 하자.
- 매끄러운 다양체 {\displaystyle B} 위의 매끄러운 올다발 {\displaystyle \pi \colon E\twoheadrightarrow B}. 또한, 그 올이 {\displaystyle m}차원 콤팩트 유향 다양체라고 하자.
- 미분 형식 {\displaystyle \alpha \in \Omega ^{k+m}(E)}

그렇다면, 다음을 정의할 수 있다.
{\displaystyle \beta _{v_{1},\dotsc ,v_{k}}\in \Omega ^{m}(\pi ^{-1}(\pi (e)))\qquad \forall e\in E,\;v_{1},\dotsc ,v_{k}\in \mathrm {T} _{e}E}
{\displaystyle \beta _{v_{1},\dotsc ,v_{k}}(w_{1},\dotsc ,w_{m})=\alpha (w_{1},\dotsc ,w_{m},v_{1},\dotsc ,v_{k})}
{\displaystyle \pi _{!}\alpha \in \Omega ^{k}(B)}
{\displaystyle (\pi _{!}\alpha )(v_{1},v_{2},\dotsc ,v_{k})=\int _{\pi ^{-1}(b)}\beta _{v_{1},\dotsc ,v_{k}}\qquad \forall e\in E,\;v_{1},\dotsc ,v_{k}\in \mathrm {T} _{e}E}
스토크스 정리에 따라서, 올이 (경계가 없는) 콤팩트 매끄러운 다양체이므로, 이는 드람 코호몰로지의 사상
{\displaystyle \pi _{!}\colon \operatorname {H} ^{\bullet +m}(E;\mathbb {R} )\to \operatorname {H} ^{\bullet }(B;\mathbb {R} )}
을 정의한다. 이를 미분 형식 또는 드람 코호몰로지류의 올적분이라고 한다.

## 예
함수 공간
{\displaystyle E={\mathcal {C}}^{\infty }(X,Y)}
을 생각하고, {\displaystyle \dim X=n}이라고 하고, {\displaystyle X}가 콤팩트 공간이라고 하자. 그렇다면, 자연스러운 함수
{\displaystyle \operatorname {ev} \colon E\times X\to Y}
가 존재한다. 이 경우, {\displaystyle Y} 위의 {\displaystyle k}차 미분 형식
{\displaystyle \alpha =\alpha _{i_{1}\dotso i_{k}}\mathrm {d} y^{i_{1}}\wedge \dotso \wedge \mathrm {d} y^{i_{k}}}
가 주어졌다면,
{\displaystyle \operatorname {ev} ^{*}\alpha |_{f,x}=\alpha _{i_{1}\dotso i_{k}}(f(x))(\mathrm {d} f(x)^{i_{1}}+\partial _{\mu _{1}}\phi ^{i_{1}}\mathrm {d} x^{\mu _{1}})\wedge (\mathrm {d} f(x)^{i_{k}}+\partial _{\mu _{k}}\phi ^{i_{k}}\mathrm {d} x^{\mu _{k}})\in \Omega ^{k}(E\times X)}
를 정의할 수 있다. 올적분을 취하여, {\displaystyle E} 위의 {\displaystyle k-n}차 미분 형식을 다음과 같이 정의할 수 있다.
{\displaystyle \int _{X}\alpha _{i_{1}\dotso i_{k}}(f(x))\partial _{\mu _{1}}\phi ^{i_{1}}\mathrm {d} x^{\mu _{1}}\wedge \dotsb \wedge \partial _{\mu _{n}}\phi ^{i_{n}}\mathrm {d} x^{\mu _{n}}\wedge \mathrm {d} f(x)^{i_{1+n}}\wedge \dotsb \wedge \mathrm {d} f(x)^{i_{k}}\in \Omega ^{k-\dim X}(E)}